# Hyde (muzyk)
Hyde – wokalista japońskiego zespołu rockowego L’Arc-en-Ciel. Dołączył do Laruku w 1991 roku, po opuszczeniu Jerusalem's Rod, w którym grał na gitarze. Wcześniej jego pseudonim brzmiał hide. Zmienił go ze względu na zbyt częste mylenie go z członkiem X-Japan.

## Życiorys
W 1991 roku grał w zespołach Kiddy Bombs i Jerusalem's Rod, które opuścił po paru miesiącach. W tym samym czasie dołączył do grupy L’Arc~en~Ciel, która podpisała kontrakt z niezależną wytwórnią płytową Danger Crue, by następnie przejść do większej wytwórni - Ki/oon Records, poddziału Sony.
W 1998 roku poznał Megumi Oishi, japońską modelkę, z którą się ożenił w 2000 roku. Mają syna, który urodził się 11 listopada 2003 roku. Jego imię do tej pory jest tajemnicą. Pierwszym solowym albumem Hyde’a był Roentgen wydany w 2002 roku. W tym samym roku wydał angielską wersję tego albumu.
Ma na swoim koncie dwie role w japońskich filmach. Najbardziej znany to Moon Child, gdzie zagrał wampira u boku muzyka Gackta. Drugi obraz to Kagen no Tsuki, gdzie wcielił się w postać Adama.
Album 666 został wydany w grudniu 2003 roku. W 2006 roku wydał płytę Faith i zaczął koncertować po Stanach Zjednoczonych. Wszystkie trzy albumy pokryły się złotą płytą w Japonii. W 2008 roku wraz z gitarzystą K.A.Z'em założył zespół VAMPS. Zespół wydał do tej pory trzy albumy - Vamps, Beast i najnowszy z 2014 roku zatytułowany Bloodsuckers.
Hyde skomponował muzykę do gry Final Fantasy - Final Fantasy: The Spirits Within i piosenki Glamourus Sky Miki Nakashimy. Stworzył wraz z L’Arc~en~Ciel muzykę do wielu anime, między innymi do Great Teacher Onizuka oraz Fullmetal Alchemist.

## Dyskografia

### Solo

#### Albumy studyjne[4]
- Roentgen (2002)
- Roentgen English Version [Limited of Asia] (2002)
- 666 (2003)
- Roentgen.English (2004)
- Faith (2006)
- Faith, U.S. Version (2006)
- HYDE (2009)

#### Single
- Evergreen (2001)
- Angel's Tale (2001)
- Shallow Sleep (2002)
- Hello (2003)
- Horizon (2003)
- Countdown (2005)
- Season's Call (2006)
- Who's Gonna Save Us (2018)
- After Light (2018)
- Fake Divine (2018)
- Zipang (2019)
- Mad Qualia (2019)
- Believing In Myself/ Interplay (2020)

#### DVD
- Roentgen Stories (2004)
- Faith Live (2006)

## Filmografia
- Moon Child jako Kei (2003)
- Kagen no Tsuki ~Last Quarter~ jako Adam (2004)